# MUSIC AWARDS JAPAN 2025
「MUSIC AWARDS JAPAN 2025」（ミュージック・アワード・ジャパン 2025）は、カルチャーアンドエンタテインメント産業振興会（CEIPA）が主催する賞。2025年5月21日・22日にロームシアター京都にて授賞式が開催された。

## 概要
2024年2月5日から2025年1月26日までの期間に、各種音楽チャートにランクインした作品、およびアーティストを対象とし、音楽的に創造性・芸術性が優れていると思う楽曲・アルバム・アーティストを称えるもので、2025年5月21日・22日に京都府のロームシアター京都にて授賞式が行われた。
21日に行われた「Premiere Ceremony」の司会は、井桁弘恵・森香澄・東京スカパラダイスオーケストラの谷中敦が、22日に行われるメインセレモニー「Grand Ceremony」の司会は、菅田将暉が、アライアンスカテゴリーの最優秀賞や海外特別賞などを発表する「Grand Ceremony MIDTIME」の司会は、ハマ・オカモト・住吉美紀が担当する。なお、22日の「Grand Ceremony」は、NHKで放送され、YouTube・radikoでストリーミング配信された。
ノミネーションは、2025年4月17日に発表された。アーティストでは、Creepy Nutsが最多の15部門、YOASOBIが14部門、藤井風が13部門とつづき、楽曲では、Creepy Nuts「Bling-Bang-Bang-Born」が最多の12部門、YOASOBI「アイドル」が11部門、藤井風「満ちてゆく」とMrs. GREEN APPLE「ライラック」が6部門とつづいた。

## 背景
「MUSIC AWARDS JAPAN」は、今回が初めての開催であり「世界とつながり、音楽の未来を灯す。」をコンセプトに掲げ、日本音楽を世界へ発信して、音楽の未来を切り開き、同時に海外アーティストの日本市場への進出を促進することなどを目的に、CEIPAが主催、文化庁の協力のもとで展開する賞である。
賞の発足は、2024年10月21日に発表され、その説明会の中で日本レコード協会会長であり、CEIPA理事長の村松俊亮は「ストリーミングサービスが伸び、ヒット曲、ヒットアーティストの出方が変わってきた。若く才能のあるアーティストを海外で認知させたいという目的がある」と説明。
日本音楽出版社協会会長であり、賞の実行委員会副委員長の稲葉豊は「5年、10年、15年とアメリカのグラミー賞のように続けていきたい」と、継続性を踏まえた賞であることをアピール。記者から都倉俊一文化庁長官が、かねてから語っていた「アジア版グラミー賞」に当たるのかという質問が寄せられると「ある意味このことだと思います」と回答した。
また、国内の音楽賞との違いについては、日本音楽制作者連盟理事長であり、賞の実行委員会委員長の野村達矢は「アーティストが参加し、アーティストが投票権を持っていること」と回答し、透明性をもって投票・選考を進めていくと明言した。
2024年12月17日には、各部門の詳細や投票方法などがアナウンスされ、主要6部門のほか、60以上の部門・カテゴリを用意すること、一般リスナーも参加可能の部門の創設、投票はオンラインにて専用の投票システムによる実施で、アーティスト、クリエイター、マネージャー、レコード会社スタッフ、エンジニア、映像作家、音楽出版社、ディーラー、音楽評論家、ライター、メディア、海外クリエイターなど、5,000人以上で構成される投票メンバーが厳密な投票ルールをもとに、受賞アーティストや作品を決定することが発表された。
主要6部門については、以下の選考方法で行われた。
最優秀楽曲賞
Billboard JAPAN「Hot 100」の6指標（ラジオ、CD、ダウンロード、ストリーミング、ミュージックビデオ、カラオケ）および「Top User Generated Songs」の週次ポイント上位100位を合算したアワードオリジナルチャートを2ヶ月を1ピリオドとして作成し、各ピリオドにてチャートインした楽曲をエントリー作品として決定。
最優秀アルバム賞
Billboard JAPAN「Hot Albums」のCD、ダウンロードデータ、およびGfKによるストリーミングデータの週次ポイント上位100位を合算したアワードオリジナルチャートを2ヶ月を1ピリオドとして作成し、各ピリオドにてチャートインしたアルバムをエントリー作品として決定。
最優秀アーティスト賞
最優秀楽曲賞、もしくは最優秀アルバム賞のいずれかにエントリーされたアーティストをエントリーアーティストとして、最優秀アーティストを決定。
最優秀ニュー・アーティスト賞
最優秀楽曲賞にエントリーした楽曲の中から、Billboard JAPAN「Heatseekers Songs」のルールに準じて抽出した作品のアーティストをエントリーアーティストとして決定。
Top Global Hit From Japan
ルミネイトが集計するグローバルの視聴データ（ストリーミング、ダウンロード、ミュージックビデオ）から日本の楽曲を抽出し、日本での視聴数を除いて作成したグローバルチャート上位5曲をノミネート作品として決定。また、複数楽曲がノミネートされたアーティストは、最上位の楽曲のみを対象として、5アーティスト5曲のノミネートとした。集計期間は、2024年2月2日から2025年1月30日。
最優秀アジア楽曲賞
日本を除いたアジア各国、地域の2024年の年間チャート上位3曲をエントリー作品として決定。
2025年3月13日にクリス・ペプラーと市川紗椰による進行、ゲストに新しい学校のリーダーズが登壇し、アーティストをはじめとした音楽関係者が投票するエントリー作品の発表会が行われ「最優秀楽曲賞」に256曲、「最優秀アーティスト賞」に167アーティスト、「最優秀アルバム賞」に171作品、「最優秀ニュー・アーティスト賞」に61アーティスト、「Top Global Hit From Japan」に100曲、「最優秀アジア楽曲賞」に24曲が選ばれた。また、発表会内では今年の授賞式を象徴するアーティスト「SYMBOL OF MUSIC AWARDS JAPAN 2025」として、YELLOW MAGIC ORCHESTRAに決定したことも発表された。
投票は、エントリー作品が発表された3月13日から31日まで一次投票が行われ、4月17日にゲストとして小籔千豊・貴島明日香・音楽ライターの松島功と柴那典が登壇してのノミネート作品・アーティストの発表会が行われた後に、同日から30日まで最終投票が行われた。

### 日程
- 3月13日 - エントリー作品発表・一次投票開始
- 3月31日 - 一次投票終了
- 4月17日 - ノミネート作品発表・最終投票開始
- 4月30日 - 最終投票終了
- 5月19日 -「最優秀演歌・歌謡曲楽曲賞」授賞式
- 5月21日 - MUSIC AWARDS JAPAN 2025「Premiere Ceremony」
- 5月22日 - MUSIC AWARDS JAPAN 2025「Grand Ceremony」

### MUSIC AWARDS JAPAN 2025 アワードウィーク
授賞式が行われる21日・22日までの1週間は「MUSIC AWARDS JAPAN アワードウィーク」として、京都の各地でライブやシンポジウムといったイベントが開催された。
- 5月16日 - 18日 -「YouTube Music Weekend celebrating MUSIC AWARDS JAPAN」
アワードの各部門にノミネートされた32組のアーティストが、ライブ映像やミュージックビデオなどをプレミア公開するもの。
- 5月19日 -「MUSIC AWARDS JAPAN 2025 演歌・歌謡曲 LIVE [最優秀演歌・歌謡曲楽曲賞 授賞式]」
ライブコンサート、および「最優秀演歌・歌謡曲楽曲賞」のノミネート作品の紹介、最優秀賞の発表、授賞式が行われた。
- 5月20日 -「MUSIC AWARDS JAPAN A TRIBUTE to YMO -SYMBOL of MUSIC AWARDS JAPAN 2025-」
「SYMBOL OF MUSIC AWARDS JAPAN 2025」として掲げているYELLOW MAGIC ORCHESTRAに啓発され、創作活動を行うアーティストが集結し、開催される一夜限りのトリビュートライブ。
- 5月21日 -「MUSIC AWARDS JAPAN SOUND SCRAMBLE supported by 京都芸術大学」
京都磔磔・KYOTO MUSEにて開催された、京都ゆかりの邦楽アーティストに加え、海外アーティストを交えたオムニバスライブ。京都芸術大学の学生が運営に加わった。
- 5月21日 -「MUSIC AWARDS JAPAN 2025 Gala Party」
「Premiere Ceremony」受賞者を主賓として、その栄誉を称え、交流を図る場として開催されるパーティー。
- 5月21日 -「MUSIC AWARDS JAPAN 2025 OFFICIAL PARTY MAJ NIGHT PULSE」
FUL KYOTO・CLUB METRO・WORLD KYOTO ・KITSUNE KYOTOにて開催された「MUSIC AWARDS JAPAN」主催のオフィシャルパーティー。
- 5月22日 -「MUSIC AWARDS JAPAN 公式YouTubeカクテルパーティー」
YouTube主催の「MUSIC AWARDS JAPAN」公式カクテルパーティー。
- 5月22日 -「MUSIC AWARDS JAPAN 2025 レッドカーペットイベント」
「Grand Ceremony」に出席するアーティストによるレッドカーペットイベント。

## 受賞とノミネート
グラミー賞や日本レコード大賞との大きな違いとして「その年に発売された楽曲」というルールではなく「その年のヒットチャートにランクインした楽曲」から機械的にエントリーリストを作成している（ノミネートは前述の通り、投票制）。そのため、集計期間は2024年1月から翌年1月だが、2022年リリースの藤井風『LOVE ALL SERVE ALL』（「最優秀アルバム賞」）、2023年リリースのYOASOBI「アイドル」（「Top Global Hit From Japan」）などが受賞している。また、2025年時点で27年前の1998年にリリースされた宇多田ヒカル「Automatic」が「最優秀国内R&B/コンテンポラリー楽曲賞」を受賞した。
ノミネートが発表された当初は、最優秀アニメ楽曲賞にAdo「唱」がノミネートされていた。規程で「『アニメ』テーマ（OP、ED、挿入歌含む）に該当する楽曲」が対象とされていたが、楽曲エントリーの際に楽曲のジャンル分類や部門選定分類などを起点に行われる過程に不備があり、アニメテーマ曲ではない本楽曲が意図しない形でノミネートされてしまったため、4月21日にノミネートの取り下げが発表され、最優秀アニメ楽曲賞は残った4作品での受賞選考となった。
また、日本の音楽業界の発展に長きにわたり貢献し、活躍しているアーティストを讃える「MAJ TIMELESS ECHO」が創設されることが5月16日に発表された。半世紀以上にわたり第一線で活躍を続け、これまでのアルバム売上成績、日本武道館での公演数は史上最多の通算150回という精力的なライブ活動、1980年代初頭より海外での音楽制作を精力的に行い、日本人アーティストとしていち早くグローバルな制作環境を取り入れた先進性、独自の創造性と一貫した美学などが賞の理念を体現するにふさわしい存在という理由から、矢沢永吉が選出された。
太文字が、最優秀賞受賞作品・受賞者。

### 主要6部門
| 最優秀楽曲賞 - Creepy Nuts「Bling-Bang-Bang-Born」 - ロゼ & ブルーノ・マーズ「APT.」 - YOASOBI「アイドル」 - 藤井風「満ちてゆく」 - Mrs. GREEN APPLE「ライラック」                     | 最優秀アーティスト賞 - Mrs. GREEN APPLE - Creepy Nuts - Vaundy - YOASOBI - 藤井風 |
| 最優秀ニュー・アーティスト賞 - tuki. - FRUITS ZIPPER - Number i - Omoinotake - こっちのけんと                                                                                          | 最優秀アルバム賞 - 藤井風『LOVE ALL SERVE ALL』 - Mrs. GREEN APPLE『ANTENNA』 - 米津玄師『LOST CORNER』 - Vaundy『replica』 - 宇多田ヒカル『SCIENCE FICTION』                                                        |
| Top Global Hit From Japan - YOASOBI「アイドル」 - Lotus Juice / 高橋あず美「It's Going Down Now」 - XG「WOKE UP」 - 藤井風「死ぬのがいいわ」 - 松原みき「真夜中のドア 〜Stay With Me」 | 最優秀アジア楽曲賞 - aespa「Supernova」（ 韓国） - Bernadya「Terlintas」（ インドネシア） - Regina Song「the cutest pair」（ シンガポール） - PLAVE「WAY 4 LUV」（ 韓国） - Jeff Satur「ซ่อน(ไม่)หา (Ghost)」（ タイ） |

### 楽曲カテゴリー
| 最優秀ジャパニーズソング賞 - Creepy Nuts「Bling-Bang-Bang-Born」 - YOASOBI「アイドル」 - 米津玄師「さよーならまたいつか!」 - 藤井風「満ちてゆく」 - Mrs. GREEN APPLE「ライラック」                           | 最優秀国内ロック楽曲賞 - King Gnu「SPECIALZ」 - Omoinotake「幾億光年」 - Vaundy「怪獣の花唄」 - 10-FEET「第ゼロ感」 - Mrs. GREEN APPLE「ライラック」 |
| 最優秀国内ヒップホップ/ラップ楽曲賞 - Creepy Nuts「Bling-Bang-Bang-Born」 - ちゃんみな「B級」 - XG「WOKE UP」 - 小沢健二とスチャダラパー「今夜はブギー・バック」 - 千葉雄喜「チーム友達」                    | 最優秀国内R&B/コンテンポラリー楽曲賞 - 宇多田ヒカル「Automatic」 - 宇多田ヒカル「First Love」 - Ayumu Imazu「Obsessed」 - 山下達郎「RIDE ON TIME」 - AI「Story」 - 藤井風「きらり」 - 藤井風「死ぬのがいいわ」 - 藤井風「花」 - ちゃんみな「ハレンチ」 - 藤井風「満ちてゆく」 |
| 最優秀国内ダンスポップ楽曲賞 - Creepy Nuts「Bling-Bang-Bang-Born」 - Da-iCE「I wonder」 - YOASOBI「アイドル」 - 新しい学校のリーダーズ「オトナブルー」 - Ado「唱」                                           | 最優秀国内オルタナティブ楽曲賞 - 羊文学「more than words」 - 羊文学「Burning」 - TOMOO「Present」 - 離婚伝説「愛が一層メロウ」 - Mega Shinnosuke「愛とU」 - 離婚伝説「本日のおすすめ」 - jo0ji「ワークソング」 |
| 最優秀国内シンガーソングライター楽曲賞 - Vaundy「怪獣の花唄」 - 米津玄師「さよーならまたいつか!」 - tuki.「晩餐歌」 - あいみょん「マリーゴールド」 - 藤井風「満ちてゆく」                                    | 最優秀アイドルカルチャー楽曲賞 - FRUITS ZIPPER「わたしの一番かわいいところ」 - 嵐「Love so sweet」 - Snow Man「LOVE TRIGGER」 - CUTIE STREET「かわいいだけじゃだめですか?」 - 超ときめき♡宣伝部「最上級にかわいいの!」 |
| 最優秀アニメ楽曲賞 - YOASOBI「アイドル」 - Creepy Nuts「Bling-Bang-Bang-Born」 - 10-FEET「第ゼロ感」 - Mrs. GREEN APPLE「ライラック」                                                                        | 最優秀演歌・歌謡曲楽曲賞 - 山内惠介「紅の蝶」 - 新浜レオン「全てあげよう」 - SHOW-WA「君の王子様」 - 純烈「夢みた果実」 - MATSURI「アヴァンチュール中目黒」 |
| 最優秀リバイバル楽曲賞 - 大滝詠一「ペパーミント・ブルー」 - Kiroro「Best Friend」 - 宇多田ヒカル「光」 - 西田敏行「もしもピアノが弾けたなら」 - ASIAN KUNG-FU GENERATION「リライト」                         | 最優秀クロスボーダー・コラボレーション楽曲賞 - 藤井風 / A・G・クック「Feelin' Go(o)d」 - ONE OK ROCK / Dan Lancaster / Rob Cavallo「Delusion:All」 - メーガン・ザ・スタリオン / 千葉雄喜「Mamushi (feat. Yuki Chiba)」 - BABYMETAL / Electric Callboy「RATATATA」 - 宇多田ヒカル / A. G. Cook「何色でもない花」 |
| 最優秀インストゥルメンタル楽曲賞 - Nujabes「aruarian dance」 - Jazztronik「EVOKE」 - SPECIAL OTHERS「Good song」 - Ovall「Stargazer」 - CHO CO PA CO CHO CO QUIN QUIN「秩父」                                | 最優秀ボーカロイドカルチャー楽曲賞 - 黒うさP「千本桜」 - 原口沙輔「イガク」 - 吉田夜世「オーバーライド」 - 柊マグネタイト「テトリス」 - サツキ「メズマライザー」 |
| 最優秀ミュージックビデオ賞 - YOASOBI「アイドル」 - Creepy Nuts「Bling-Bang-Bang-Born」 - こっちのけんと「はいよろこんで」 - 藤井風「満ちてゆく」 - Mrs. GREEN APPLE「ライラック」                            | 最優秀ダンスパフォーマンス賞 - 新しい学校のリーダーズ「オトナブルー」 - Number i「GOAT」 - SEKAI NO OWARI「Habit」 - Da-iCE「I wonder」 - BE:FIRST「Masterplan」 |
| 最優秀バイラル楽曲賞 - Creepy Nuts「Bling-Bang-Bang-Born」 - YOASOBI「アイドル」 - CUTIE STREET「かわいいだけじゃだめですか?」 - 超ときめき♡宣伝部「最上級にかわいいの!」 - こっちのけんと「はいよろこんで」 | Top Japanese Song in Asia - 米津玄師「Lemon」 - Creepy Nuts「Bling-Bang-Bang-Born」 - imase「NIGHT DANCER」 - YOASOBI「アイドル」 - 優里「ベテルギウス」 |
| Top Japanese Song in Europe - Creepy Nuts「Bling-Bang-Bang-Born」 - 米津玄師「KICK BACK」 - TERIYAKI BOYZ「TOKYO DRIFT (FAST & FURIOUS)」 - King Gnu「SPECIALZ」 - YOASOBI「アイドル」                       | Top Japanese Song in North America - Creepy Nuts「Bling-Bang-Bang-Born」 - Lotus Juice / 高橋あず美「It's Going Down Now」 - 米津玄師「KICK BACK」 - King Gnu「SPECIALZ」 - 松原みき「真夜中のドア 〜Stay With Me」 |
| Top Japanese Song in Latin America - Creepy Nuts「Bling-Bang-Bang-Born」 - imase「NIGHT DANCER」 - King Gnu「SPECIALZ」 - YOASOBI「アイドル」 - 松原みき「真夜中のドア 〜Stay With Me」                      | ベスト・オブ・リスナーズチョイス：国内楽曲 powered by Spotify - Number i「GOAT」 - BE:FIRST「Masterplan」 - INI「LOUD」 - JO1「Love seeker」 - NEWS「チャンカパーナ」 - CUTIE STREET「かわいいだけじゃだめですか?」 - 藤井風「満ちてゆく」 - 櫻坂46「自業自得」 - FRUITS ZIPPER「わたしの一番かわいいところ」 - NiziU「SWEET NONFICTION」 - Mrs. GREEN APPLE「ライラック」 - GEMN「ファタール - Fatal」 - MISAMO「NEW LOOK」 - Number_i「BON」 - ME:I「Click」 - XG「WOKE UP」 - Da-iCE「I wonder」 - 藤井風「花」 - Number_i「INZM」 - 米津玄師「さよーならまたいつか!」 - THE RAMPAGE from EXILE TRIBE「24karats GOLD GENESIS」 - BE:FIRST「Blissful」 - King Gnu「SPECIALZ」 - Creepy Nuts「Bling-Bang-Bang-Born」 - 櫻坂46「何歳の頃に戻りたいのか?」 - YOASOBI「アイドル」 - ヨルシカ「晴る」 - Omoinotake「幾億光年」 - King Gnu「ねっこ」 - INI「WMDA (Where My Drums At)」 |

### 海外楽曲カテゴリー
| Korean Popular Music特別賞 - SEVENTEEN「God of Music」 | Chinese Popular Music特別賞 - 周深「少管我」 |
| Thai Popular Music特別賞 - Jeff Satur「ซ่อน(ไม่)หา (Ghost)」 | Indonesian Popular Music特別賞 - Salma Salsabil「Bunga Hati」 |
| Vietnamese Popular Music特別賞 - Tùng Dương「Tái Sinh」 | Philippine Popular Music特別賞 - Lola Amour「Raining in Manila」 |
| 最優秀海外ポップス楽曲賞 - ロゼ & ブルーノ・マーズ「APT.」 - レディー・ガガ & ブルーノ・マーズ「Die With a Smile」 - サブリナ・カーペンター「Espresso」 - テイラー・スウィフト「Fortnight (feat. Post Malone)」 - ビヨンセ「TEXAS HOLD 'EM」 | 最優秀海外ロック楽曲賞 - コールドプレイ「feelslikeimfallinginlove」 - グリーン・デイ「The American Dream Is Killing Me」 - リンキン・パーク「The Emptiness Machine」 - ポスト・マローン「I Had Some Help (feat. Morgan Wallen)」 - ボン・ジョヴィ「Legendary」 |
| 最優秀海外ヒップホップ/ラップ楽曲賞 - ケンドリック・ラマー「Not Like Us」 - スヌープ・ドッグ「Another Part of Me(ft. Sting)」 - ケンドリック・ラマー & SZA「luther」 - メーガン・ザ・スタリオン「Mamushi (feat. Yuki Chiba)」 - エミネム「Tobey(feat. Big Sean and BabyTron)」 | 最優秀海外R&B/コンテンポラリー楽曲賞 - アリアナ・グランデ「we can't be friends (wait for your love)」 - ザ・ウィークエンド「Dancing In the Flames」 - ノラ・ジョーンズ「Running」 - SZA「Saturn」 - ビヨンセ「TEXAS HOLD 'EM」                                 |
| 最優秀海外オルタナティブ楽曲賞 - ビリー・アイリッシュ「BIRDS OF A FEATHER」 - ビリー・アイリッシュ「CHIHIRO」 - ヴァンパイア・ウィークエンド「Classical」 - ビリー・アイリッシュ「LUNCH」 - ジンジャー・ルート「No Problems」 - keshi「Say」 - ミイナ・オカベ「Strong」 | 最優秀K-Pop楽曲賞 - NewJeans「Ditto」 - BTS「Dynamite」 - ILLIT「Magnetic」 - LE SSERAFIM「Perfect Night」 - NewJeans「Supernatural」 - aespa「Supernova」 - aespa「Whiplash」                                                                                 |
| ベスト・オブ・リスナーズチョイス：海外楽曲 powered by Spotify - メーガン・ザ・スタリオン「Neva Play(feat. RM of BTS)」 - PLAVE「WAY 4 LUV」 - SEVENTEEN「消費期限」 - NewJeans「Supernatural」 - ロゼ & ブルーノ・マーズ「APT.」 - リョドラ「Pesan Terakhir」 - T・J・モンテルデ「Palagi」 - BABYMONSTER「DRIP」 - メーガン・ザ・スタリオン「Mamushi (Remix) [feat. TWICE]」 - 周深「小美滿（電影《熱辣滾燙》熱辣陪伴曲）」 - ILLIT「Magnetic」 - ソン・トゥン・M-TP「Đừng Làm Trái Tim Anh Đau」 - aespa「Whiplash」 - LE SSERAFIM「CRAZY」 - レディー・ガガ & ブルーノ・マーズ「Die With a Smile」 - マキ「Dilaw」 - NewJeans「How Sweet」 - テイラー・スウィフト「Fortnight (feat. Post Malone)」 - アーニー・ザクリ「Masing Masing」 - aespa「Supernova」 - サブリナ・カーペンター「Espresso」 - LE SSERAFIM「Perfect Night」 - ケンドリック・ラマー「Not Like Us」 - メーガン・ザ・スタリオン「Mamushi (feat. Yuki Chiba)」 - ジンジャー・ルート「No Problems」 - ベルナディア「Satu Bulan」 - グレイシー・エイブラムス「That’s So True」 - ケンドリック・ラマー & SZA「luther」 - ワンリパブリック「Nobody- from Kaiju No. 8」 - Jeff Satur「ซ่อน(ไม่)หา (Ghost)」 | |

### アルバムカテゴリー
| 最優秀ジャズアルバム賞 - 矢野顕子、上原ひろみ『Step Into Paradise -LIVE IN TOKYO-』 - 小曽根真『Day 1』 - 渡辺貞夫『PEACE』 - 松田聖子『SEIKO JAZZ 3』 - Ovall『Still Water』 | 最優秀クラシックアルバム賞 - 坂本龍一『Opus』 - 辻井伸行『THE BEST』 - 角野隼斗『Human Universe』 - 久石譲『A Symphonic Celebration - Music from the Studio. Ghibli Films of Hayao Miyazaki』 - フジコ・ヘミング『奇蹟のカンパネラ』 |

### アーティストカテゴリー
| 最優秀ジャパニーズソングアーティスト賞 - Mrs. GREEN APPLE - Vaundy - YOASOBI - 藤井風 - 米津玄師                    | 最優秀国内ロックアーティスト賞 - King Gnu - Mrs. GREEN APPLE - Official髭男dism - ONE OK ROCK - Vaundy |
| 最優秀国内ヒップホップ/ラップアーティスト賞 - Creepy Nuts - Awich - XG - 千葉雄喜 - ちゃんみな                      | 最優秀国内R&B/コンテンポラリーアーティスト賞 - 宇多田ヒカル - ちゃんみな - 藤井風 - 星野源 - 山下達郎  |
| 最優秀国内ダンスポップアーティスト賞 - 新しい学校のリーダーズ - BE:FIRST - Creepy Nuts - Mrs. GREEN APPLE - YOASOBI | 最優秀国内オルタナティブアーティスト賞 - 羊文学 - Kroi - TOMOO - 土岐麻子 - 離婚伝説                   |
| 最優秀国内シンガーソングライター賞 - 藤井風 - Vaundy - あいみょん - 宇多田ヒカル - 米津玄師                         | 最優秀アイドル賞 - Snow Man - CUTIE STREET - FRUITS ZIPPER - NiziU - 乃木坂46                          |
| MAJ Timeless Echo - 矢沢永吉                                                                                        | |

### 共創カテゴリー
| カラオケ特別賞 カラオケ・オブ・ザ・イヤー：J-Pop powered by DAM & JOYSOUND - Mrs. GREEN APPLE「ライラック」                                                                           | カラオケ特別賞 カラオケ・オブ・ザ・イヤー：演歌・歌謡曲 powered by DAM & JOYSOUND - 天童よしみ「昭和かたぎ」 |
| リクエスト特別賞 推し活リクエスト・アーティスト・オブ・ザ・イヤー powered by USEN - Number i - BE:FIRST - INI - JO1 - King & Prince - NiziU - SB19 - TOMORROW X TOGETHER - V - 櫻坂46 | クリエイター特別賞 Song of the Year for Creators presented by JASRAC - Ayase「アイドル」/ YOASOBI            |

### ライブカテゴリー
| ラージェスト・ライブ・オーディエンス賞 - WEST. |

### ミュージックテックカテゴリー
| ミュージックテック功労賞 - 一般社団法人音楽電子事業協会 |

### アライアンスカテゴリー
| ラジオ特別賞 - 離婚伝説「愛が一層メロウ」 - 羊文学「more than words」 - Omoinotake「幾億光年」 - レトロリロン「焦動」 - jo0ji「駄叉」 | 最優秀ダンス・エレクトロニック楽曲賞 in association with JDDA - 水曜日のカンパネラ「エジソン」 - TESTSET「Moneyman」 - Chari chari「Of Mystic Rhythms [Psychic Thermometry Mix]」 - TOWA TEI「TYPICAL! (feat. TAKKYU ISHINO)」 - 電気グルーヴ「電気グルーヴ34周年の歌」 |
| 最優秀DJ賞 in association with JDDA - DJ Nobu - Dazzle Drums - DJ KOCO aka SHIMOKITA - okadada - ¥ØU$UK€ ¥UK1MAT$U                    | グランプリエンジニア賞 in association with PMRAJ - アナログディスク部門 北村勝敏（カッティング・エンジニア）、内沼映二（ミキシング・エンジニア）「MIXER'S LAB SOUND SERIES Vol.4」より「小さな花」/ 角田健一ビッグバンド - Best Master Sound部門（クラシック、ジャズ、フュージョン） 塩澤利安（ミキシング・エンジニア）、佐藤洋（マスタリング・エンジニア）「マーラー:交響曲第5番」より「マーラー:交響曲第5番より第2楽章」アンドレア・バッティストーニ指揮 / 東京フィルハーモニー交響楽団 - Best Master Sound部門（ポップス、歌謡曲） 酒井秀和（マスタリング・エンジニア）、松橋秀幸（ミキシング・エンジニア）「Sweetest Tune」/ Travis Japan - Immersive部門（プログラミング・サウンド） 鈴木浩二（ミキシング・エンジニア）「天球の音楽 ミュージック・オブ・ザ・スフィアー イマーシブ・クラシック」より「メタモルフォシスⅠ ～2台のピアノのための～」/ 長谷川慶岳（作曲）、後藤由香里（ピアノ） - Immersive部門（アコースティック・サウンド） 甲斐俊郎（ミキシング・エンジニア）「スキマスイッチ『Anniversary EP』」より「ボクノート ～for 20th Anniversary with Orchestra～」 / スキマスイッチ |

### 複数の部門での受賞・ノミネートのアーティストと作品
| ノミネート数 | アーティスト             |
| ------------ | ------------------------ |
| 15           | Creepy Nuts              |
| 14           | YOASOBI                  |
| 13           | 藤井風                   |
| 11           | Mrs. GREEN APPLE         |
| 9            | 米津玄師                 |
| 7            | Vaundy                   |
| 6            | 宇多田ヒカル             |
| 5            | King Gnu                 |
| 4            | XG                       |
| 4            | Omoinotake               |
| 4            | CUTIE STREET             |
| 4            | ちゃんみな               |
| 4            | Number i                 |
| 4            | FRUITS ZIPPER            |
| 4            | BE:FIRST                 |
| 3            | aespa                    |
| 3            | 新しい学校のリーダーズ   |
| 3            | こっちのけんと           |
| 3            | SZA                      |
| 3            | Da-iCE                   |
| 3            | 千葉雄喜                 |
| 3            | NiziU                    |
| 3            | 羊文学                   |
| 3            | ブルーノ・マーズ         |
| 3            | 松原みき                 |
| 3            | メーガン・ザ・スタリオン |
| 3            | 離婚伝説                 |
| 3            | ロゼ                     |
| 2            | INI                      |
| 2            | ILLIT                    |
| 2            | あいみょん               |
| 2            | imase                    |
| 2            | Jeff Satur               |
| 2            | Ovall                    |
| 2            | ケンドリック・ラマー     |
| 2            | 櫻坂46                   |
| 2            | サブリナ・カーペンター   |
| 2            | JO1                      |
| 2            | jo0ji                    |
| 2            | ジンジャー・ルート       |
| 2            | Snow Man                 |
| 2            | 高橋あず美               |
| 2            | 超ときめき♡宣伝部        |
| 2            | tuki.                    |
| 2            | テイラー・スウィフト     |
| 2            | 10-FEET                  |
| 2            | TOMOO                    |
| 2            | NewJeans                 |
| 2            | ビヨンセ                 |
| 2            | PLAVE                    |
| 2            | Bernadya                 |
| 2            | 山下達郎                 |
| 2            | LE SSERAFIM              |
| 2            | レディー・ガガ           |
| 2            | Lotus Juice              |

| ノミネート数 | 作品                                                   |
| ------------ | ------------------------------------------------------ |
| 12           | Creepy Nuts「Bling-Bang-Bang-Born」                    |
| 11           | YOASOBI「アイドル」                                    |
| 6            | 藤井風「満ちてゆく」                                   |
| 6            | Mrs. GREEN APPLE「ライラック」                         |
| 5            | King Gnu「SPECIALZ」                                   |
| 3            | Da-iCE「I wonder」                                     |
| 3            | ロゼ & ブルーノ・マーズ「APT.」                        |
| 3            | Omoinotake「幾億光年」                                 |
| 3            | XG「WOKE UP」                                          |
| 3            | CUTIE STREET「かわいいだけじゃだめですか?」            |
| 3            | 米津玄師「さよーならまたいつか!」                      |
| 3            | メーガン・ザ・スタリオン「Mamushi (feat. Yuki Chiba)」 |
| 3            | 松原みき「真夜中のドア 〜Stay With Me」                |
| 2            | 離婚伝説「愛が一層メロウ」                             |
| 2            | Lotus Juice / 高橋あず美「It's Going Down Now」        |
| 2            | aespa「Whiplash」                                      |
| 2            | サブリナ・カーペンター「Espresso」                     |
| 2            | 新しい学校のリーダーズ「オトナブルー」                 |
| 2            | Vaundy「怪獣の花唄」                                   |
| 2            | 米津玄師「KICK BACK」                                  |
| 2            | Jeff Satur「ซ่อน(ไม่)หา (Ghost)」                        |
| 2            | Number i「GOAT」                                       |
| 2            | 超ときめき♡宣伝部「最上級にかわいいの!」               |
| 2            | Bernadya「Satu Bulan」                                 |
| 2            | 藤井風「死ぬのがいいわ」                               |
| 2            | NewJeans「Supernatural」                               |
| 2            | レディー・ガガ & ブルーノ・マーズ「Die With a Smile」  |
| 2            | 10-FEET「第ゼロ感」                                    |
| 2            | ビヨンセ「TEXAS HOLD 'EM」                             |
| 2            | imase「NIGHT DANCER」                                  |
| 2            | ジンジャー・ルート「No Problems」                      |
| 2            | ケンドリック・ラマー「Not Like Us」                    |
| 2            | LE SSERAFIM「Perfect Night」                           |
| 2            | こっちのけんと「はいよろこんで」                       |
| 2            | 藤井風「花」                                           |
| 2            | テイラー・スウィフト「Fortnight (feat. Post Malone)」  |
| 2            | ILLIT「Magnetic」                                      |
| 2            | BE:FIRST「Masterplan」                                 |
| 2            | 羊文学「more than words」                              |
| 2            | ケンドリック・ラマー & SZA「luther」                   |
| 2            | FRUITS ZIPPER「わたしの一番かわいいところ」            |

| 受賞数 | アーティスト           |
| ------ | ---------------------- |
| 9      | Creepy Nuts            |
| 3      | Mrs. GREEN APPLE       |
| 3      | YOASOBI                |
| 3      | 藤井風                 |
| 2      | King Gnu               |
| 2      | Number i               |
| 2      | 新しい学校のリーダーズ |
| 2      | 宇多田ヒカル           |
| 2      | 羊文学                 |

| 受賞数 | 作品                                |
| ------ | ----------------------------------- |
| 8      | Creepy Nuts「Bling-Bang-Bang-Born」 |
| 3      | YOASOBI「アイドル」                 |

## 授賞式
授賞式は、21日・22日の2日間に分けて行われ、21日の「Premiere Ceremony」では、40部門の発表が行われ、受賞者であるMrs. GREEN APPLE、新しい学校のリーダーズ、羊文学、離婚伝説、水曜日のカンパネラ、DJ Nobu、FRUITS ZIPPER、Creepy Nutsが出席し、受賞スピーチを行った。また、受賞した黒うさPとWEST.は、受賞コメントが代読された。22日に行われた「Grand Ceremony」では、主要6部門を含む22部門の発表が行われた。
22日に行われた「Grand Ceremony」では、細野晴臣によるオープニングスピーチに続いて、オープニングショー「RYDEEN REBOOT」が上映された。本年のアワードの象徴である「SYMBOL OF MUSIC AWARDS JAPAN 2025」に選ばれたYELLOW MAGIC ORCHESTRA「ライディーン」にアーティストの楽曲がリミックスされた「RYDEEN REBOOT」をBGMに、計18組のアーティストがパフォーマンスを披露した。映像は、演出振付家のMIKIKOが手がけ、ELEVENPLAYがバックダンサーを務めた。
また「Grand Ceremony」では、スピーチやトロフィーの授与のほか、AI、宇多田ヒカル、Awich、Creepy Nuts、ちゃんみな、藤井風、Mrs. GREEN APPLE、矢沢永吉、YOASOBIの9組のアーティストによるパフォーマンスが披露された。なお、宇多田ヒカルは、事前収録でのパフォーマンス。

### プレゼンター
Premiere Ceremony
- 藤田琢己 - ナレーション
- 村松俊亮 -「最優秀ジャパニーズソングアーティスト賞」プレゼンター
- 中西健夫 -「最優秀国内ロックアーティスト賞」「最優秀国内ダンスポップアーティスト賞」プレゼンター
- 西脇隆俊 -「最優秀国内R&B/コンテンポラリーアーティスト賞」「最優秀国内オルタナティブアーティスト賞」「最優秀国内シンガーソングライター賞」プレゼンター
- 松井孝治 -「最優秀リバイバル楽曲賞」「最優秀ダンスパフォーマンス賞」プレゼンター
- 依田巽 -「最優秀クロスボーダー・コラボレーション楽曲賞」「最優秀インストゥルメンタル楽曲賞」「最優秀ボーカロイドカルチャー楽曲賞」「最優秀ミュージックビデオ賞」「最優秀ジャズアルバム賞」「最優秀クラシックアルバム賞」「ラジオ特別賞」「ラージェスト・ライブ・オーディエンス賞」プレゼンター
- 南亮（経済産業省 商務・サービス審議官）-「最優秀ダンス・エレクトロニック楽曲賞」「最優秀DJ賞」「グランプリエンジニア賞」「ミュージックテック功労賞」プレゼンター
- 栗田秀一（CEIPA専務理事）-「最優秀国内シンガーソングライター楽曲賞」「最優秀アイドルカルチャー楽曲賞」「最優秀アニメ楽曲賞」プレゼンター
- 瀧藤雅朝（CEIPA理事）-「最優秀国内ロック楽曲賞」「最優秀国内R&B/コンテンポラリー楽曲賞」「最優秀国内オルタナティブ楽曲賞」「Top Japanese Song in Asia」プレゼンター
- 野村達矢（CEIPA理事）-「Top Japanese Song in Europe」「Top Japanese Song in North America」「Top Japanese Song in Latin America」「最優秀バイラル楽曲賞」「最優秀国内ヒップホップ/ラップ楽曲賞」「最優秀国内ダンスポップ楽曲賞」「最優秀ジャパニーズソング賞」プレゼンター
- Peter Qi（TikTok: Head of Music Partnership and Operations - APAC, Europe, and Middle East）-「最優秀バイラル楽曲賞」贈呈者

Grand Ceremony
- 松重豊 -「最優秀アルバム賞」プレゼンター
- 小泉今日子 -「最優秀アイドル賞」プレゼンター
- 都倉俊一 -「Top Global Hit From Japan」プレゼンター
- 浅田真央 -「最優秀ニュー・アーティスト賞」プレゼンター
- 三浦知良 -「MAJ Timeless Echo」プレゼンター
- 松本隆 -「最優秀楽曲賞」プレゼンター
- 宇野康秀 -「リクエスト特別賞 推し活リクエスト・アーティスト・オブ・ザ・イヤー powered by USEN」プレゼンター
- トニー・エルソン -「ベスト・オブ・リスナーズチョイス：国内楽曲 powered by Spotify」プレゼンター
- 川上未映子 -「最優秀アジア楽曲賞」プレゼンター
- 糸井重里 -「最優秀国内ヒップホップ/ラップアーティスト賞」プレゼンター
- 役所広司 -「最優秀アーティスト賞」プレゼンター

### パフォーマー
Premiere Ceremony
- THE SPELLBOUND -「KICK IT OUT」
- LEO -「Thousand Knives「千のナイフ」」
- SHOW-GO - ビートボックスパフォーマンス
- スペシャルバンド[注 5] - Premiere Ceremony Special Session[注 6]
- 上野耕平 -「Uno Ueno」
- 高橋あず美 -「And I Am Telling You I'm Not Going」

RYDEEN REBOOT
- Perfume
- 砂原良徳
- STUTS
- ちゃんみな -「NG」
- Number i -「INZM」
- Vaundy -「踊り子」
- 初音ミク
- 角野隼斗
- 千葉雄喜 -「チーム友達」
- 細川たかし -「北酒場」
- 山口一郎（サカナクション）-「新宝島」
- FRUITS ZIPPER -「わたしの一番かわいいところ」
- CUTIE STREET -「かわいいだけじゃだめですか?」
- 10-FEET -「第ゼロ感」
- 新しい学校のリーダーズ -「Tokyo Calling」
- YUKI -「One, One, One」
- 岡村靖幸 -「ぶーしゃかLOOP」

Grand Ceremony
- YOASOBI -「PLAYERS」
- Creepy Nuts -「Bling-Bang-Bang-Born」
- ちゃんみな -「ハレンチ」「KING」「美人」「WORK HARD」
- 宇多田ヒカル -「Electricity」
- 矢沢永吉 -「IT’S UP TO YOU!」「止まらないHa〜Ha」「YES MY LOVE」
- 藤井風 -「満ちてゆく」
- AI × Awich -「Not So Different Remix」
- Awich -「Butcher Shop」
- Awich × NENE × MaRI × AI -「Bad Bitch 美学 Remix」
- Mrs. GREEN APPLE -「ダーリン」

## 中継
時刻はいずれもJST。

### テレビ
NHK（地上波・BS、中継）
- 5月22日（木）18時 - 19時30分（NHK BS、直前スペシャル レッドカーペットライブ）
- 5月22日（木）19時30分 - 20時45分（NHK総合、第1部）
- 5月22日（木）22時 - 22時45分（NHK総合、第2部）
  - スタジオゲスト：柴那典、嶋佐和也（ニューヨーク）、ヒコロヒー、ファーストサマーウイカ
  - スタジオMC：杉浦友紀
  - 「MAJ」レッドカーペットアンバサダー：中島健人

NHK BSにて、授賞式直前のレッドカーペットに登場するアーティストたちを中継するほか、授賞式の見どころや、21日に発表される部門賞・特別賞の紹介などの授賞式の魅力をオンエアする。レッドカーペットアンバサダーの中島が、中継でレッドカーペットに登場するアーティストたちに直撃でインタビューを行い、東京のスタジオからファーストサマーウイカ、嶋佐和也、ヒコロヒー、音楽ジャーナリストの柴那典が出演する。また、NHK総合にて5月22日の授賞式の模様を生中継する。
また、番組放送に向けて、5月8日にNHK総合にて『NHK MUSIC SPECIAL「J-POP 世界への挑戦」』を放送し、CEIPAが日本の音楽を世界へ届けるために企画した「matsuri '25」とSXSWでのショーケースという2つの国際的なイベントの舞台裏に密着するとともに、授賞式に向けて行われたノミネート作品発表会にも密着し、アワードの見どころも紹介した。
テレビ東京系列（地上波・BS、録画）
- 5月25日（日）16時 - 17時15分（テレビ東京系列、演歌・歌謡曲LIVE）
- 6月4日（水）19時 - 21時（BSテレ東、演歌・歌謡曲LIVE）

5月19日（月）に行われる演歌・歌謡曲部門を表彰する「MUSIC AWARDS JAPAN 2025 演歌・歌謡曲LIVE [最優秀演歌・歌謡曲 楽曲賞 授賞式]」の模様を放送する。

### 配信
YouTube
- グローバル配信パートナーとして、21日と22日の授賞式の様子を公式YouTubeチャンネルにて全世界配信したほか、5月16日から18日までの3日間でノミネートされたアーティスト32組が参加する「YouTube Music Weekend celebrating the MUSIC AWARDS JAPAN」を開催し、以下のスケジュールで各アーティストの公式YouTubeチャンネルにてプレミア公開が行われた。

| 5月16日 - Bernadya - FRUITS ZIPPER - 土岐麻子 - Omoinotake - 羊文学 - SEKAI NO OWARI - ONE OK ROCK - AI - aespa - 宇多田ヒカル - 藤井風 | 5月17日 - jo0ji - TOMOO - 松原みき - 離婚伝説 - CUTIE STREET - BE:FIRST - NiziU - 新しい学校のリーダーズ - Official髭男dism - YOASOBI | 5月18日 - Jeff Satur - 超ときめき♡宣伝部 - Mega Shinnosuke - PLAVE - Kroi - こっちのけんと - Awich - 10-FEET - Vaundy - Number i - Creepy Nuts |

- 5月23日には、オープニングショー「RYDEEN REBOOT」、AI × Awich × NENE × MaRI、宇多田ヒカル、Creepy Nuts、YOASOBI、藤井風のパフォーマンス映像が公式YouTubeチャンネルにて公開された。

radiko
- 5月21日（水）13:45 - 17:15（MUSIC AWARDS JAPAN 2025 AUDIO LIVE 01）
  - DJ：川原ちかよ（α-STATION）、前田彩名（FM大阪）、加美幸伸（FM COCOLO）、落合健太郎（FM802）
  - GUEST：柴那典

- 5月22日（木）19:15 - 23:00（MUSIC AWARDS JAPAN 2025 AUDIO LIVE 02）
  - DJ：谷口キヨコ（α-STATION）、下埜正太（FM大阪）、野村雅夫（FM COCOLO）、大抜卓人（FM802）
  - GUEST：本間昭光

radikoに特別プログラム配信専門局を期間限定で開局し、授賞式の模様を音声で楽しめるライブ配信コンテンツ「MUSIC AWARDS JAPAN 2025 AUDIO LIVE」が行われ、レッドカーペットを歩きながら登場する豪華アーティスト達の模様や会場の熱気、感動的な受賞の瞬間、そして各部門受賞アーティスト達のインタビューなどを放送。また、全国の民放ラジオ局63局にて特別番組『MUSIC AWARDS JAPAN 2025 RADIO : GET READY』が、5月12日から18日にかけて順次放送され、クリス・ペプラーのナビゲートで、最新情報や「ラジオ特別賞 Best Radio-Break Song」のノミネート作品が紹介された。
6月9日より、民放ラジオ99局にて特別番組『MUSIC AWARDS JAPAN 2025 RADIO : HIGHLIGHTS』が放送予定で、中島健人のナビゲートで授賞式会場のレポート、主要6部門の受賞アーティストの紹介、「ラジオ特別賞」を受賞した離婚伝説へのインタビュー、中島が様々なアングルで語るアフタートークで構成される。